# Coupe d'Espagne de football 2005-2006

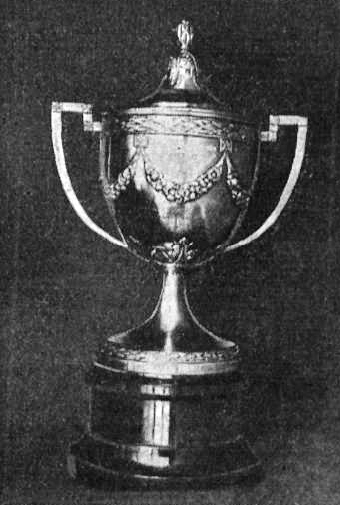
Trophée de la Coupe du Roi en 1912.

La Coupe d'Espagne de football 2005-2006 est la 104e édition de la Copa del Rey. Elle voit en finale la victoire du RCD Espanyol.

## Premier tour
Le premier tour se joue le 31 août 2005.
| Real Murcia          | 1–0 | CD Tenerife            |               |
| Lorca Deportiva      | 1–2 | Ciudad de Murcia       |               |
| Recreativo de Huelva | 3–2 | Elche CF               |               |
| Racing de Ferrol     | 2–0 | Sporting de Gijón      |               |
| CD Castellón         | 0–2 | UE Lleida              |               |
| Hércules CF          | 0–1 | Gimnàstic de Tarragona |               |
| Albacete Balompié    | 2–1 | Polideportivo Ejido    |               |
| UD Almería           | 0–0 | CD Numancia            | Penalties:1-3 |
| Xerez CD             | 1–1 | Real Valladolid        | Penalties:4-2 |
| Levante UD           | 0–1 | SD Eibar               |               |

## Deuxième tour
Le deuxième tour se joue les 14 et 15 septembre 2005.
| CD Baza          | 2–1 | Ciudad de Murcia       |               |
| Córdoba CF       | 0–3 | Gimnàstic de Tarragona |               |
| Club Portugalete | 0–1 | Real Unión             |               |
| Burgos CF        | 3–1 | UD Salamanca           |               |
| Águilas CF       | 1–1 | CD Numancia            | Penalties:4-5 |
| AD Ceuta         | 0–1 | SD Eibar               |               |
| SD Lemona        | 0–2 | UE Lleida              |               |
| CD Alcoyano      | 3–0 | Racing de Ferrol       |               |
| Alicante CF      | 2–0 | Recreativo de Huelva   |               |
| Rayo Vallecano   | 1–0 | Real Oviedo            |               |
| Zamora CF        | 1–0 | Villajoyosa CF         |               |
| CE L´Hospitalet  | 2–0 | Pontevedra CF          |               |
| CD Alcalá        | 2–4 | Xerez CD               |               |
| Mérida UD        | 2–3 | Albacete Balompié      |               |
| SD Tenisca       | 0–0 | Real Murcia            | Penalties:3-2 |
| Terrassa FC      | 2–3 | Logroñés CF            |               |
| UD Almansa       | 1–2 | UD Las Palmas          |               |

## Troisième tour
Le troisième tour se joue les 19 et 20 octobre 2005.
| SD Eibar          | 1–0 | Deportivo Alavés       |               |
| Xerez CD          | 3–2 | CD Numancia            |               |
| Rayo Vallecano    | 1–2 | Getafe CF              |               |
| Real Unión        | 0–1 | Athletic de Bilbao     |               |
| Burgos CF         | 1–0 | Racing de Santander    |               |
| SD Tenisca        | 1–3 | Celta de Vigo          |               |
| UD Las Palmas     | 0–1 | Atlético Madrid        |               |
| Zamora CF         | 1–1 | Real Sociedad          | Penalties:2-0 |
| Alicante CF       | 1–1 | Real Zaragoza          | Penalties:5-6 |
| CD Alcoyano       | 4–1 | RCD Mallorca           |               |
| Logroñés CF       | 0–1 | UE Lleida              |               |
| CE L´Hospitalet   | 4–3 | Gimnàstic de Tarragona |               |
| CD Baza           | 1–1 | Málaga CF              | Penalties:4-3 |
| Albacete Balompié | 1–3 | Cádiz CF               |               |

## Quatrième tour
Le quatrième tour se joue du 9 au 30 novembre 2005
| CD Baza         | 0–1 | Celta de Vigo      |               |
| UE Lleida       | 2–4 | Getafe CF          |               |
| CE L´Hospitalet | 1–3 | Athletic de Bilbao |               |
| Burgos CF       | 0–2 | Cádiz CF           |               |
| Zamora CF       | 1–1 | SD Eibar           | Penalties:4-3 |
| Xerez CD        | 2–2 | Real Zaragoza      | Penalties:6-7 |
| CD Alcoyano     | 0–1 | Atlético Madrid    |               |

## Finale
- Le RCD Espanyol remporte la Coupe du Roi face au Real Saragosse (4-1) et se qualifie pour la Coupe UEFA 2006-2007.